# Sự bay của chim

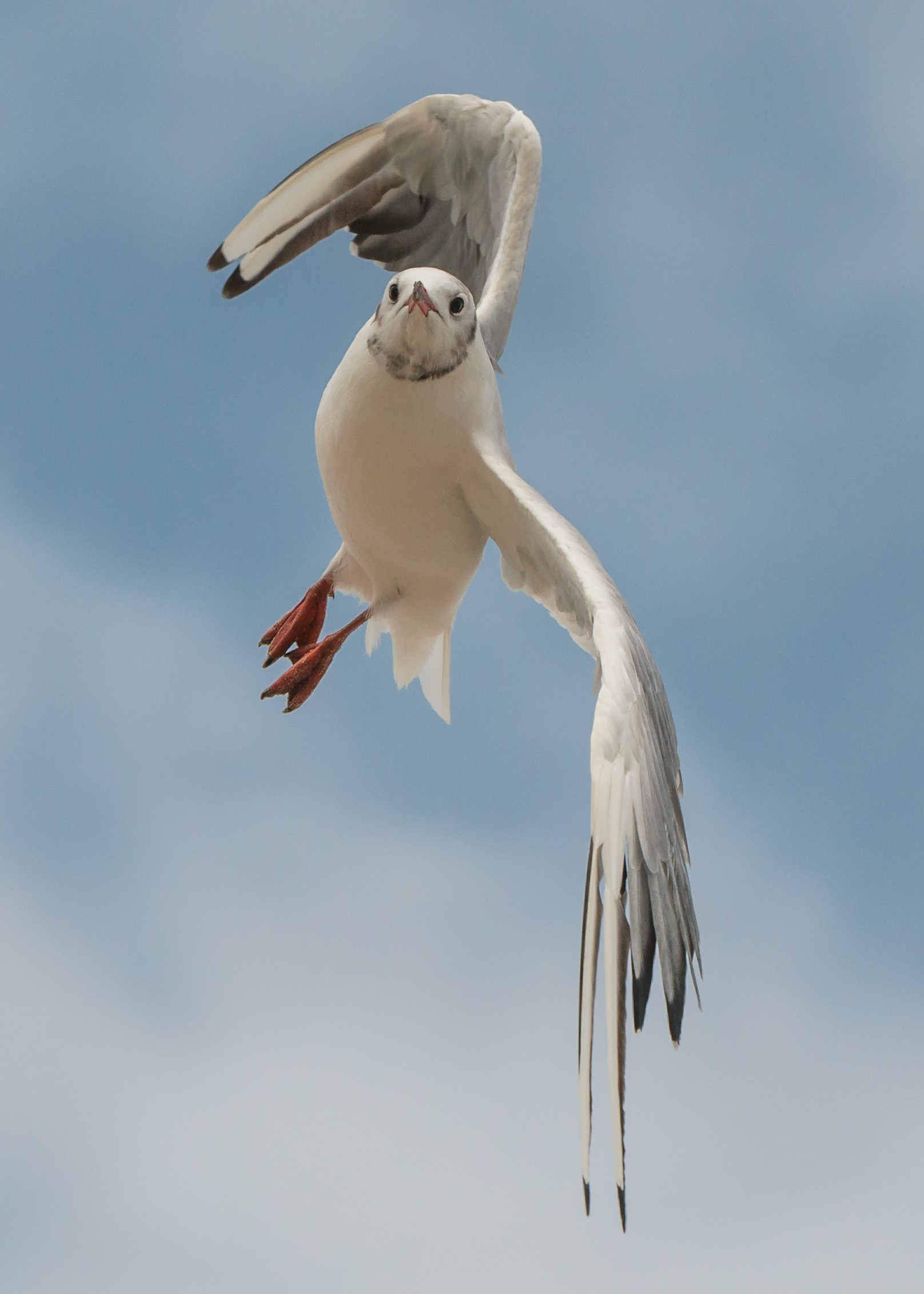
Một con hải âu đang bay chao liệng

Bay là phương thức di chuyển chính được sử dụng bởi hầu hết các loài chim trên thế giới (ngoại trừ các loài chim không bay và chim chạy), việc bay lượn hỗ trợ chim trong việc kiếm ăn, sinh sản, tránh bị ăn thịt và di chuyển có hiệu quả.
Với các đặc trưng như thân hình có dạng khí động học, có thể giảm sức cản, chim còn có bộ lông vũ, tạo thuận lợi cho sự bay lượn. Ngoài ra, bộ xương của loài chim có nhiều khoang rỗng, vừa nhẹ lại vừa vững chắc, đuôi chim có tác dụng giữ thăng bằng và điều khiển hướng bay. Với những đặc điểm thuận lợi trên, loài chim có thể bay lượn trên bầu trời.

## Đặc trưng

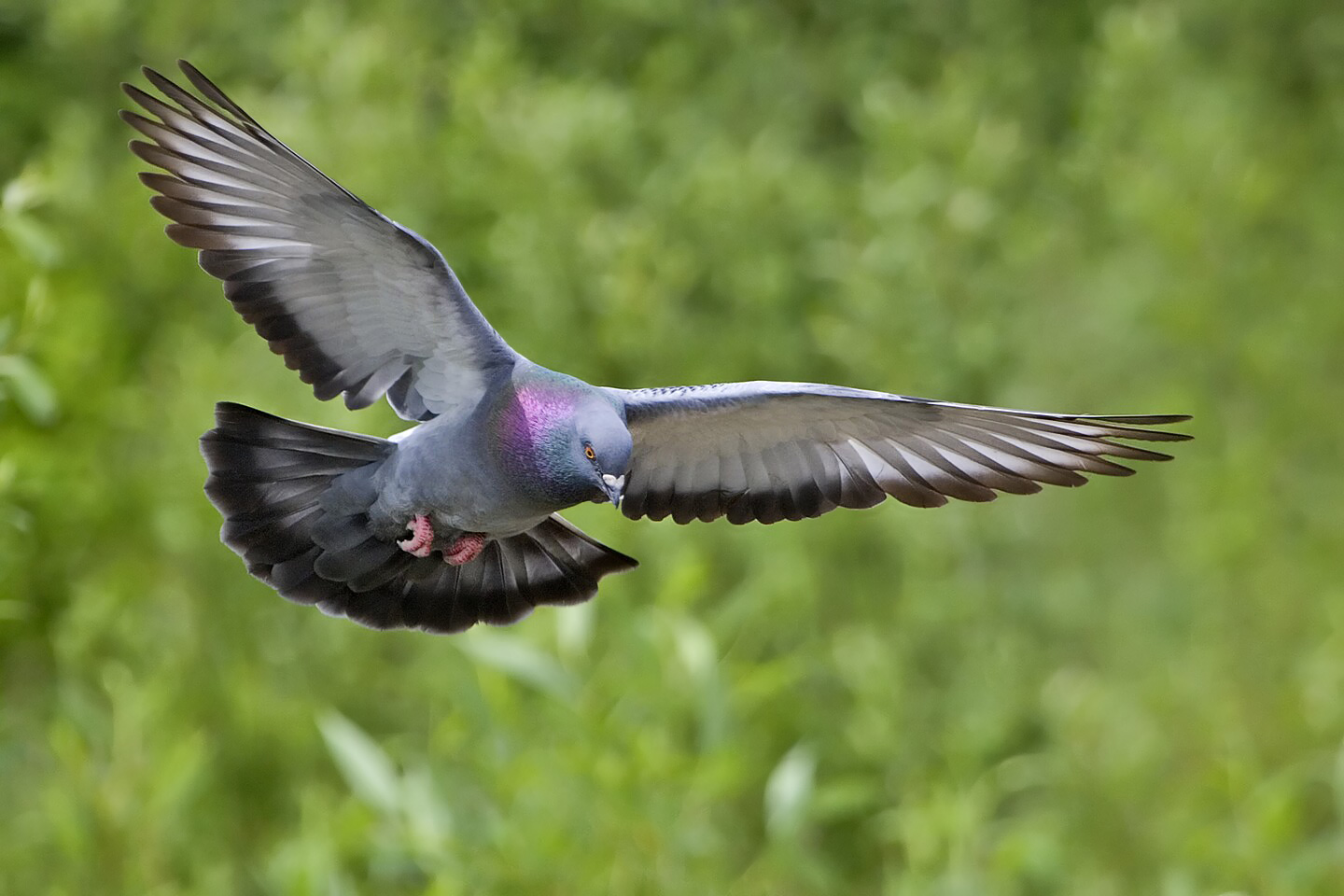
Một con bồ câu đang bay

Để bay được, các loài chim có cấu tạo phù hợp. Thân chim hoàn toàn phù hợp vối khả năng bay được của nó, xương chim lại nhẹ nhàng còn đầu chim có một cấu tạo khoang chứa đầy không khí tạo cho chim giảm được trọng lượng. Sự hô hấp nhanh đảm bảo cung cấp một lượng oxy cho những cơ bắp ở lồng ngực chim tác động đến hoạt động của đôi cánh, cung cấp được nhiều năng lượng hơn.
Về cấu trúc lông
- Những lông cánh sơ đẳng là những chiếc lông lớn ở đầu cánh chim, ở chim bồ câu là những chiếc lông dài nhất, chúng bảo đảm tạo ra được sức đẩy và hướng bay cho chim.
- Những chiếc lông cánh thứ yếu ở phần sau cánh chim tạo nên bởi những chiếc lông này. Những lông cánh thứ yếu lại được bao phủ bởi những lông mình.
- Những chiếc lông làm bánh lái được chim sử dụng lông đuôi để điều khiển đường bay của chúng cũng như để hãm lại. Khi một con chim bồ câu bay ngàng qùa một vùng nhiều cây cối nó sẽ xoè lông đuôi ra để bay ngoằn nghèo giữa những cây cối. Trên vùng cây thưa, chúng sẽ gập những chiếc lông đuôi lại.
- Lông chim và cương chim, mỗi chiếc lông chim là một chiếc ống trung tâm với hàng trăm những sợi tơ. Những sợi tơ này liên kết lại với nhau trên các lông cánh nhờ những chiếc móc tạo nên một mặt nhẵn. Trên mình chim là lông chim và những sợi tơ ròi móc lại với nhau trông bù xù có tác dụng chông rét cho chim.

Về trọng lượng, những loài chim bay xa nhất cũng là những con có trọng lượng cơ thể nhẹ nhất. Xương của cánh một con chim rất nhẹ nên cũng giảm được trọng lượng. Những xương này lại được tăng cường bằng một mạng xương ngang khiến cho độ cứng chắc của chim càng được tăng cường. Những loại chim lặn chân viền và những loài chim lặn khác đều có bộ xương đặc nên chúng có thể chìm sâu dưới nước một cách dễ dàng, những con không đủ khả năng bay cũng vì thế mà không thể cất cánh được.